# Jean-Pierre Barda
Jean-Pierre Barda (ur. 7 marca 1967 w Paryżu) – szwedzki piosenkarz, aktor kabaretowy, stylista, wizażysta, fryzjer i komik francuskiego i żydowskiego pochodzenia.

## Życiorys

### Wczesne lata
Urodził się w Paryżu jako najstarszy z trzech synów Jeffreya i Micheline Bardów. Jego ojciec był żydowskiego pochodzenia, a matka francuskiego. Był dzieckiem, kiedy wraz z rodzicami przeprowadził się do Szwecji. W wieku 14 lat przeniósł się do Sztokholmu, gdzie podjął pracę w salonie fryzjerskim jako fryzjer, stylista i wizażysta. 

### Kariera
Barda rozpoczął karierę muzyczną jako „Farouk” wspólnie z Alexandrem Bardem występującym jako artysta transwestyta o pseudonimie „Barbie” i Camillą Henemark jako „Katangą”. Po raz pierwszy spotkali się razem w 1987 roku w sztokholmskiej dyskotece „Zanzibar” i postanowili działać razem. Wtedy też w klubie „Zanzibar” odbył się ich pierwszy wspólny koncert. Barda powrócił do swojego prawdziwego nazwiska, śpiewał i pisał teksty piosenek jako część szwedzkiej dance-popowej grupy Army of Lovers, który cieszył się popularnością w latach 1987-97. Nazwa zespołu zaczerpnięta została z tytułu niemieckiego filmu dokumentalnego Rosy von Praunheima Armee der Liebenden oder Aufstand der Perverse (1979). W 1988 roku wydano dwa single: „When the Night is Old” i „Love Me Like a Loaded Gun”, a w roku 1990 debiutancki album Disco Extravaganza i Army of Lovers w USA. Przełomem stał się drugi album Massive Luxury Overdose, który ukazał się jesienią 1991 roku oraz przeboje z płyty: „Crucified” i „Obsession”. W 1993 w nieco zmienionym składzie Army of Lovers nagrała trzecią płytę The Gods of Earth and Heaven, jednak kolejne dwa albumy (Glory, Glamour and Gold (1994), Les Greatest Hits (1995)) nie odniosły już sukcesu. W 2013 grupa nagrała nową wersję utworu „Crucified”.
W 1991 roku Barda pracował jako model dla Jeana-Paula Gaultiera, brał udział w reklamie Renault i prezerwatyw. Pisał także felietony dla magazynu „Hair Style & Beauty”. Wystąpił na teatralnej scenie w widowisku Min Mamma Herr Albin, szwedzkiej wersji musicalu La Cage aux Folles.
W 2004 roku Barda początkowo miał być częścią nowego zespołu o nazwie BwO (Bodies Without Organs). Ukazał się pierwszy singiel „Living In A Fantasy”. Jednak realizacja projektu nie doszła do skutku. 
Oprócz swojej działalności muzycznej, Barda, za sprawą udziału w telewizyjnych programach, stał się znany w Szwecji jako fryzjer i wizażysta. Dodatkowo, zajął się też fotografią cyfrową i brał udział w sesjach zdjęciowych.
Studiował język hebrajski w Tel Awiwie. W 2015 roku przeniósł się do Izraela.

## Filmografia
| Rok  | Film/serial TV                                           | Rola                                                                                        |
| ---- | -------------------------------------------------------- | ------------------------------------------------------------------------------------------- |
| 1985 | Jacobs stege                                             | w roli samego siebie                                                                        |
| 1992 | Ha ett underbart liv                                     | tekst „Chromedioxide”                                                                       |
| 1993 | Beavis and Butt-Head                                     | tekst „Crucified”                                                                           |
| 1993 | Pieniądze albo miłość (For Love or Money)                | tekst „Ride the Bullet”                                                                     |
| 1994 | Farma aniołów - drugie lato (Änglagård - Andra sommaren) | w roli samego siebie                                                                        |
| 1999 | Sally                                                    | w roli samego siebie                                                                        |
| 2000 | Livet är en schlager                                     | w roli samego siebie                                                                        |
| 2001 | Fråga Olle                                               | gość                                                                                        |
| 2003 | Du ska nog se att det går över (film dokumentalny)       | tekst piosenki „Sexual Revolution” / muzyka „Sexual Revolution” / tekst „Sexual Revolution” |
| 2009 | Oy Vey! My Son Is Gay!!                                  | tekst „Israelism”                                                                           |
| 2010 | Efter Tio                                                | w roli samego siebie                                                                        |
| 2011 | BingoLotto                                               | gość                                                                                        |
| 2011 | Efter Tio                                                | w roli samego siebie                                                                        |
| 2012 | Gomorron                                                 | w roli samego siebie                                                                        |
| 2011 | Gomorron                                                 | w roli samego siebie                                                                        |